# Howell (Michigan)
Howell – miasto w Stanach Zjednoczonych, w stanie Michigan, na Półwyspie Dolnym, w regionie południowo-wschodnim (Southeast Michigan), administracyjna siedziba władz hrabstwa Livingston. W 2010 r. miasto zamieszkiwało 9489 osób, a w przeciągu dziesięciu lat liczba ludności zwiększyła się o 1,4%.
Miasto leży w połowie drogi pomiędzy Detroit a Lansing, przy autostradzie międzystanowej I-96. Klimat Howell w klasyfikacji klimatów Köppena należy do klimatów kontynentalnych z ciepłym latem (Dfb)